# Serbocroat

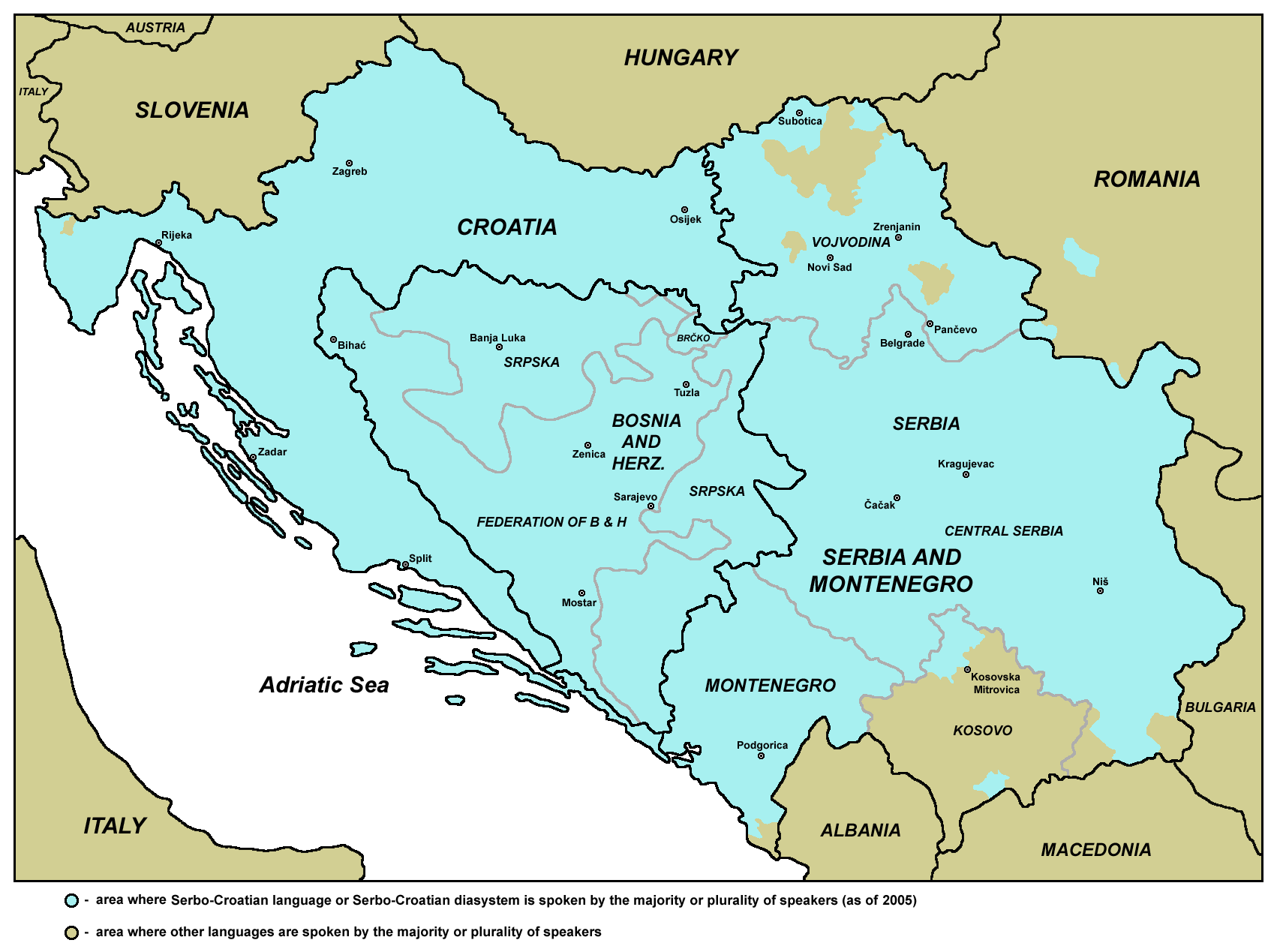
Àrea on es parla el serbocroat

El serbocroat, també conegut com a bosnià-croat-montenegrino-serbi (BCMS), és una llengua eslava del sud i la llengua principal de Sèrbia, Croàcia, Bòsnia i Hercegovina i Montenegro. És una llengua pluricèntrica amb quatre varietats estàndard mútuament intel·ligibles, a saber, serbi, croat, bosnià i montenegrí.
Històricament, les llengües eslaves del sud van formar un continu dialectal. La convulsa història de la regió, sobretot a causa de l'expansió de l'Imperi Otomà, va donar lloc a un complex mosaic dialectal i religiós. A causa de les migracions de població, el xtokavià es va convertir en el supradialecte més estès als Balcans occidentals, envaint cap a l'oest a l'àrea dominada anteriorment pel Xacavià i el kajkavià. Els bosniacs, els croats i els serbis difereixen en la religió i històricament sovint formaven part de diferents esferes culturals, tot i que grans porcions d'aquestes poblacions vivien colze a colze sota domini estranger. Durant aquest període, la llengua va ser referida amb diversos noms, com "eslau" en general, o "serbi", "croat" o "bosnià" en particular. D'una manera classicitzant, també es va denominar "il·líria".
L'estandardització del serbocroat es va iniciar a l'Acord literari de Viena de mitjans del segle XIX per escriptors i filòlegs croats i serbis, dècades abans que s'establís un estat iugoslau. Des del principi, el serbi literari i el croat van mostrar lleugeres diferències, tot i que tots dos es basaven en el mateix dialecte shtokavià :l'hercegoví oriental. Al segle xx, el serbocroat va servir com a llengua franca del país de Iugoslàvia, sent l'única llengua oficial al Regne de Iugoslàvia (quan s'anomenava "serbocroat-eslovè"), i després la llengua oficial de quatre de cada sis repúbliques de la República Federal Socialista de Iugoslàvia. La dissolució de Iugoslàvia va influir en les actituds lingüístiques, donant lloc a la divisió ètnica i política de la identitat lingüística. Des de llavors, el bosnià també s'ha establert com a estàndard oficial a Bòsnia i Hercegovina, i continuen els esforços per codificar un estàndard montenegrí separat.

Com altres llengües eslaves del sud, el serbocroat té una fonologia relativament simple, amb el sistema comú de cinc vocals i vint-i-cinc consonants. La seva gramàtica va evolucionar a partir de l'eslau comú, amb flexió complexa, conservant set casos gramaticals en substantius, pronoms i adjectius. Els verbs presenten aspecte imperfectiu o perfectiu, amb un sistema de temps moderadament complex. El serbocroat és un idioma pro-drop amb un ordre de paraules flexible, subjecte-verb-objecte com a predeterminat. Es pot escriure en variants localitzades del llatí (alfabet llatí croat, llatí montenegrí) o ciríl·lic (ciríl·lic serbi, ciríl·lic montenegrí), i l'ortografia és altament fonètica en tots els estàndards. Malgrat les moltes similituds lingüístiques entre les varietats estàndard, cadascuna posseeix trets distintius, encara que aquestes diferències segueixen sent mínimes.

## Nom
Normalment es fa referència al serbocroat amb els noms de les seves varietats estandarditzades: serbi, croat, bosnià i montenegrí; poques vegades es fa referència als noms dels seus subdialectes, com ara Bunjevac. En el propi idioma, es coneix normalment com srpskohrvatski "Serbocroat", hrvatskosrpski "Croato-serbi", o informalment naški "nostre".
Al llarg de la història dels eslaus del sud, les llengües vernacles, literàries i escrites (per exemple, xakavi, kajkavi, shtokavian) de les diferents regions i ètnies es van desenvolupar i van divergir de manera independent. Abans del segle XIX, s'anomenaven col·lectivament "Il·líria", "Eslau", "Eslau", "Bosni", "Dàlmata", "Serbi" o "Croat". Des del segle XIX, el terme il·liri o il·líric s'utilitza força sovint (creant així confusió amb la llengua il·lírica). Encara que la paraula il·liri es va utilitzar en algunes ocasions abans, el seu ús generalitzat va començar després que Ljudevit Gaj i diversos altres lingüistes destacats es reunissin a casa de Ljudevit Vukotinović per discutir el tema el 1832. El terme serbocroat va ser utilitzat per primera vegada per Jacob Grimm el 1824, popularitzat pel filòleg vienès Jernej Kopitar en les dècades següents, i acceptat pels gramàtics croats de Zagreb el 1854 i 1859. En aquella època, les terres serbes i croates encara formaven part dels imperis otomà i austríac.
La majoria dels seus parlants mai es van referir a la seva llengua com a serbocroat. Els serbis sempre han afirmat parlar el serbi i els croats en croat. Els montenegrins en general es consideraven que parlaven serbi o, de vegades, montenegrí, i els bosnians deien que parlaven croat o, de vegades, serbi. A Sèrbia, segons les dades del cens 2011, no hi hauria parlants serbo-croats en aquests països. Per a Bòsnia i Hercegovina no hi ha dades disponibles sobre el nombre d'habitants per llengua parlada. El The World Factbook de la CIA només assenyala que s'hi parlen bosnià, croat i serbi En aquest país, entre els que busquen i conreen contactes entre els diferents grups ètnics, especialment els joves, trobem el terme 'naš jezik' (la nostra llengua) i l'adverbi 'naški' (en la nostra llengua).

## Història
Des que els idiomes eslaus varen començar a separar-se i a divergir entre si, la llengua dels serbis va passar per diversos estats, que grosso modo poden representar-se com:
- Període d'escriptura glagolítica
- Introducció de l'escriptura ciríl·lica
- Període palege-eslau de redacció sèrbia (final del segle xii)
- Període d'influència russa (primera meitat del segle xviii)

### Normalització

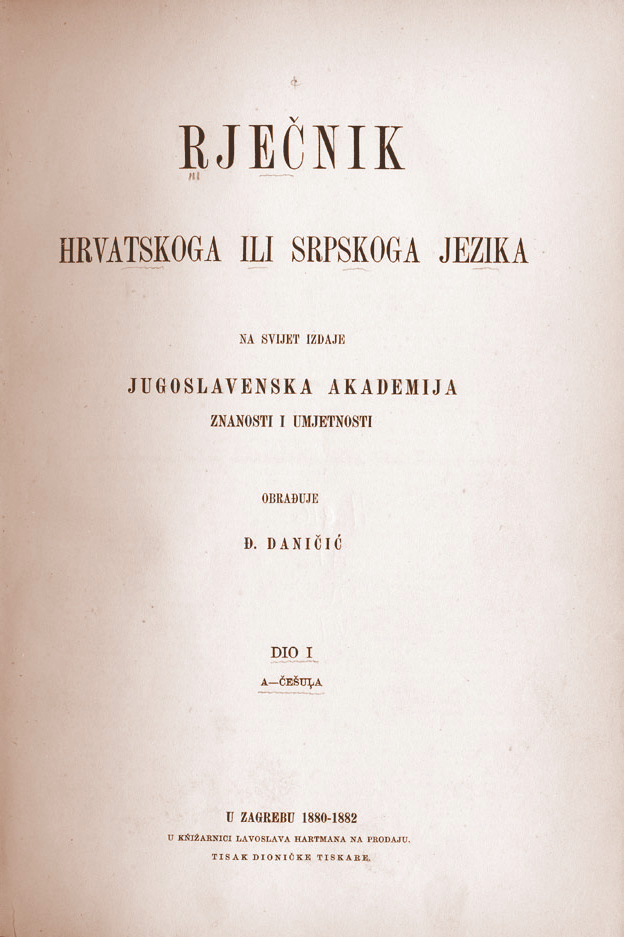
Đuro Daničić, Rječnik hrvatskoga ili srpskoga jezika (Diccionari croat o serbi), 1882

Va nàixer com a tal en el segle xix, el serbi (encapçalat per l'escriptor i folklorista autodidacta Vuk Stefanović Karadžić) i la majoria dels escriptors i lingüistes croats (representats pel moviment il·líric i liderats per Ljudevit Gaj i Đuro Daničić), van proposar l'ús del dialecte basevià més estès com a llengua shtoka, la seva llengua estàndard. Karadžić va estandarditzar l'alfabet ciríl·lic serbi, i Gaj i Daničić van estandarditzar l'alfabet llatí croat, sobre la base dels fonemes de parla vernacular i el principi de l'ortografia fonològica. El 1850, els escriptors i lingüistes serbis i croats van signar l'Acord literari de Viena, declarant la seva intenció de crear un estàndard unificat. Així va aparèixer una llengua bivariant complexa, que els serbis anomenaven oficialment "serbocroat" o "serbi o croat" i els croats "croatoserbi", o "croat o serbi". No obstant això, a la pràctica, les variants de la llengua literària comuna concebuda van servir com a variants literàries diferents, principalment diferents en l'inventari lèxic i en els dispositius estilístics. La frase comuna que descrivia aquesta situació era que el serbocroat o "croat o serbi" era una única llengua. L'any 1861, després d'un llarg debat, el croat Sabor va proposar diversos noms a la votació dels membres del parlament; El "iugoslau" va ser optat per la majoria i legislat com a llengua oficial del Regne Triun. L'Imperi austríac, que va suprimir el paneslavisme en aquell moment, no va confirmar aquesta decisió i va rebutjar legalment la legislació, però el 1867 finalment es va establir per "croat o serbi". Durant l'ocupació austrohongaresa de Bòsnia i Hercegovina, la llengua de les tres nacions d'aquest territori va ser declarada "bosni" fins a la mort de l'administrador von Kállay el 1907, moment en què el nom va ser canviat per "serbocroat".
Amb la unificació del primer regne dels serbis, croats i eslovens, l'aproximació de Karadžić i els il·liris es va convertir en dominant. L'idioma oficial s'anomenava "serbo-croato-eslovè" (srpsko-hrvatsko-slovenački) a la constitució de 1921. El 1929, la constitució va ser suspesa, i el país va ser rebatejat com a Regne de Iugoslàvia, mentre que l'idioma oficial del serbocroato-eslovè es va restablir a la constitució de 1931.
El juny de 1941, el titella nazi Estat Independent de Croàcia va començar a desfer la llengua de les paraules "orientals" (sèrbies) i va tancar les escoles sèrbies. La dictadura totalitària va introduir una llei lingüística que va promulgar el purisme lingüístic croat com una política que intentava implementar una eliminació completa dels serbis i internacionalismes.

El 15 de gener de 1944, el Consell Antifeixista d'Alliberament Popular de Iugoslàvia (AVNOJ) va declarar que el croat, el serbi, l'eslovè i el macedoni eren iguals a tot el territori de Iugoslàvia. El 1945 la decisió de reconèixer el croat i el serbi com a llengües separades es va invertir a favor d'una única llengua serbocroata o croatoserbi. A la Segona Iugoslàvia, dominada pels comunistes, els problemes ètnics es van alleujar fins a cert punt, però la qüestió de la llengua va romandre borrosa i sense resoldre.

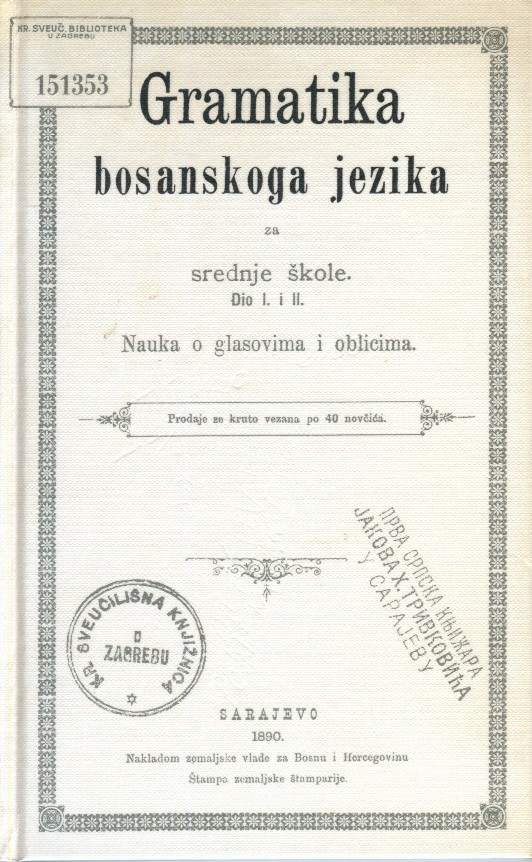
Gramatika bosanskoga jezika (Gramàtica de la llengua bosniana), 1890

El 1954, els principals escriptors, lingüistes i crítics literaris serbis i croats, recolzats per Matica srpska i Matica hrvatska van signar l'Acord de Novi Sad, que en la seva primera conclusió deia: "Els serbis, els croats i els montenegrins comparteixen una única llengua amb dues variants iguals que s'han desenvolupat al voltant de Zagreb (occidental) i Belgrad". L'acord insistia en la igualtat d'estatus de les escriptures ciríl·liques i llatines, i de les pronunciacions ekaviana i ijekaviana. També especificava que el serbocroat hauria de ser el nom de la llengua en contextos oficials, mentre que en l'ús no oficial s'havien de mantenir el serbi i el croat tradicionals. Matica hrvatska i Matica srpska havien de treballar junts en un diccionari, i es va demanar a un comitè de lingüistes serbis i croats que elaborés un pravopis . Durant els anys seixanta tots dos llibres es van publicar simultàniament en llatí ijekavià a Zagreb i en ciríl·lic ekavià a Novi Sad. Tanmateix, els lingüistes croats afirmen que va ser un acte d'unitarisme. Les proves que donen suport a aquesta afirmació són irregulars: el lingüista croat Stjepan Babić es va queixar que la transmissió televisiva des de Belgrad utilitzava sempre l'alfabet llatí, que era cert, però no era una prova de drets desiguals, sinó de freqüència d'ús i prestigi. Babić es va queixar, a més, que el Novi Sad Dictionary (1967) enumerava paraules al costat de les dues variants croata i sèrbia allà on es diferencien, que es pot veure com una prova d'un respecte acurat per ambdues variants, i no de l'unitarisme. A més, els lingüistes croats van criticar aquelles parts del Diccionari per ser unitaristes que eren escrites per lingüistes croats. I finalment, els lingüistes croats van ignorar el fet que el material per al Pravopisni rječnik provenia de la Societat Filològica Croata. Independentment d'aquests fets, els intel·lectuals croats van presentar la Declaració sobre l'estatus i el nom de la llengua literària croata el 1967. Amb motiu del 45è aniversari de la publicació, el setmanari croat Forum va tornar a publicar la Declaració el 2012, acompanyada d'una anàlisi crítica.
Els científics d'Europa occidental jutgen la política lingüística iugoslava com a exemplar: encara que tres quartes parts de la població parlaven una llengua, cap llengua única era oficial a nivell federal. Les llengües oficials es van declarar només a nivell de repúbliques i províncies constituents, i molt generosament: Vojvodina en tenia cinc (entre ells l'eslovac i el romanès, parlats pel 0,5 per cent de la població), i Kosovo quatre (albanès, turc, romaní i serbocroat). Els diaris, els estudis de ràdio i televisió utilitzaven setze idiomes, catorze s'utilitzaven com a idiomes d'ensenyament a les escoles i nou a les universitats. Només l'Exèrcit Popular Iugoslau va utilitzar el serbocroat com a única llengua de comandament, amb totes les altres llengües representades en la resta d'activitats de l'exèrcit; tanmateix, això no és diferent d'altres exèrcits d'estats multilingües, o en altres institucions específiques, com el control del trànsit aeri internacional on l'anglès s'utilitza a tot el món. Totes les variants del serbocroat es van utilitzar a l'administració estatal i a les institucions republicanes i federals. Les variants sèrbies i croates estaven representades respectivament en diferents llibres de gramàtica, diccionaris, manuals escolars i en llibres coneguts com a pravopis (que detallen les normes ortogràfiques). El serbocroat era una mena d'estandardització suau. No obstant això, la igualtat legal no va poder frenar el prestigi que tenia el serbocroat: com que era la llengua de tres quartes parts de la població, funcionava com una llengua franca no oficial. I dins del serbocroat, la variant sèrbia, amb el doble de parlants que el croat, gaudia de més prestigi, reforçat pel fet que els parlants eslovens i macedonis la preferien a la variant croata perquè les seves llengües també són l'ekavian. Aquesta és una situació habitual en altres llengües pluricèntriques, per exemple, les variants de l'alemany difereixen segons el seu prestigi, les variants del portuguès també. A més, totes les llengües difereixen pel que fa al prestigi: "el fet és que les llengües (en termes de prestigi, aprenentatge, etc.) no són iguals, i la llei no les pot igualar".

### Situació jurídica
- Constitució de 1921 del Regne dels Serbis, Croats i Eslovens, article 3: "La llengua oficial del Regne és el serbo-croato-eslovè". (Escriptura llatina: Službeni jezik Kraljevine je srpsko-hrvatski-slovenački . ; Escriptura ciríl·lica: Службени језик Краљевине је српско-хрватсве.-сло- хрватсве.-службени језик).[8][54]
- Constitució de 1931 del Regne de Iugoslàvia, article 3: "La llengua oficial del Regne és el serbo-croato-eslovè".[8]
- Constitució de la República Federal Socialista de Iugoslàvia de 1963:
  - Article 42: "Les llengües dels pobles de Iugoslàvia i les seves escriptures seran iguals. Els membres dels pobles de Iugoslàvia als territoris de repúbliques diferents de la seva tindran dret a l'ensenyament escolar en les seves pròpies llengües, de conformitat amb la llei republicana. Com a excepció, a l'Exèrcit Popular iugoslau, els comandaments, l'exercici de la llengua militar i l'administració serbocroata".[55]
  - Article 131: "Les lleis federals i altres actes generals dels òrgans federals es faran públiques al Butlletí Oficial de la Federació, en els textos autèntics en les llengües dels pobles de Iugoslàvia: en serbocroat i croatoserbi, eslovè i macedoni. En les comunicacions oficials, els òrgans de la Federació han de respectar el principi de la igualtat de llengües de Iugoslàvia".[55]
- Constitució de 1974 de la província autònoma socialista de Kosovo, article 5: "A la província autònoma socialista de Kosovo, la igualtat de les llengües albanesa, serbocroata i turca i les seves escriptures està garantida".[56]
- Constitució de 1990 de la República (socialista) de Sèrbia, article 8: "A la República de Sèrbia, la llengua serbocroata i l'alfabet ciríl·lic estan en ús oficial, mentre que l'alfabet llatí s'utilitza oficialment de la manera establerta per la llei".[57]
- Constitució de la República de Bòsnia i Hercegovina de 1993, article 4: "A la República de Bòsnia i Hercegovina, la llengua serbocroata o croata-serbi amb la pronunciació ijekaviana s'utilitza oficialment. Les dues escriptures, llatí i ciríl·lic, són iguals."[58]

Les constitucions de 1946, 1953 i 1974 de la República Socialista Federal de Iugoslàvia no van anomenar llengües oficials específiques a nivell federal. La constitució de 1992 de la República Federal de Iugoslàvia, l'any 2003 rebatejada Sèrbia i Montenegro, va declarar a l'article 15: "A la República Federal de Iugoslàvia, la llengua sèrbia en els seus dialectes ekavian i ijekavian i l'escriptura ciríl·lica seran oficials, mentre que l'escriptura llatina s'utilitzarà oficialment segons estableix la Constitució".

### Evolucions modernes
L'any 2017, un grup d'ONG i lingüistes de l'antiga Iugoslàvia va signar la " Declaració sobre la llengua comuna " (Deklaracija o zajedničkom jeziku). Afirma que totes les variants estandarditzades pertanyen a una llengua policèntrica comuna amb el mateix estatus.
Actualment, és normal la referència al serbocroat com a diasistema, i són molts (especialment entre els nacionalistes croats i bosniomusulmans) els qui refusen de referir-se al serbocroat com un únic idioma.

## Classificació sociolingüística actual

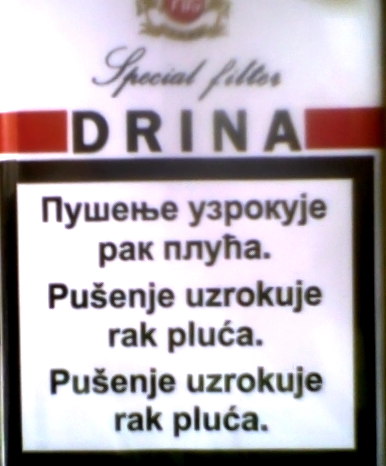
Un cartell d'advertència "trilingüe" en lletra llatina i ciríl·lica al paquet de cigarrets Drina: les tres inscripcions són idèntiques.

La naturalesa i la classificació del serbocroat ha estat objecte de llarg debat sociolingüístic. La qüestió és si el serbocroat s'ha d'anomenar una sola llengua o un grup d'idiomes estretament relacionats.

### Comparació amb altres llengües pluricèntriques
La lingüista Enisa Kafadar argumenta que només hi ha una llengua serbocroata amb diverses varietats. Això ha permès incloure les quatre varietats en noves gramàtiques de la llengua. Daniel Bunčić conclou que és una llengua pluricèntrica, amb quatre variants estàndard parlades a Sèrbia, Croàcia, Montenegro i Bòsnia-Hercegovina. La intel·ligibilitat mútua entre els seus parlants "supera la de les variants estàndard d'anglès, francès, alemany o espanyol". "No hi ha dubte de la intel·ligibilitat mútua gairebé del 100% del croat (estàndard) i el serbi (estàndard), com és obvi per la capacitat de tots els grups de gaudir de les pel·lícules, les emissions de televisió i esports, els diaris, les lletres de rock, etc. Altres lingüistes han argumentat que les diferències entre les variants del serbocroat són menys significatives que les entre les variants de l'anglès, alemany, holandès, i hindustani.
Entre les llengües pluricèntriques, el serbocroat era l'única amb una estandardització pluricèntrica dins d'un mateix estat. La dissolució de Iugoslàvia ha fet que el serbocroat sigui encara més una llengua típica pluricèntrica, ja que les variants d'altres llengües pluricèntriques també es parlen en diferents estats.
Com en altres llengües pluricèntrics, totes les varietats estàndard serbocroatas es basen en el mateix dialecte (el subdialecte hercegoví oriental del dialecte shtokavià) i en conseqüència, segons les definicions sociolingüístiques, constitueixen una única llengua pluricèntrica (i no, per exemple, diverses llengües ausbau). Segons el lingüista John Bailyn, "Un examen de tots els principals 'nivells' del llenguatge mostra que BCS és clarament una llengua única amb un únic sistema gramatical".
L'any 2017, nombrosos escriptors, científics, periodistes, activistes i altres personatges públics destacats de Croàcia, Bòsnia-Hercegovina, Montenegro i Sèrbia van signar la Declaració sobre la Llengua Comuna, que estableix que a Croàcia, Sèrbia, Bòsnia i Hercegovina i Montenegro s'utilitza una llengua estàndard policèntrica comú, com ara l'alemany, l'anglès o l'espanyol.

## Dialectes
Els principals dialectes del diasistema serbocroat són el štokavski, el čakavski i el kajkavski. Els noms d'aquests dialectes deriven de la forma del pronom relatiu "que" en cada dialecte (respectivament: što, ča i kaj). La llengua literària de tot el diasistema està basada en el dialecte štokavski.
Una altra classificació divideix el diasistema serbocroat en dues variants principals: l'ekavski, oriental o sèrbia, i la ijekavski, occidental o croat. No es tracta pròpiament de dialectes, sinó de variants en relació amb l'evolució de la vocal protoeslava "jat".
Exemples:
Ekavski: devojka, zvezda, mesto, razumeti
Ijekavski: djevojka, zvijezda, mjesto, razumjeti

## Sistema d'escriptura
El serbocroat té dos sistemes d'escriptura l'alfabet llatí i l'alfabet ciríl·lic. L'estàndard croat utilitza només el llatí i l'estàndard serbi els utilitza els dos.
L'escriptura en ambdós alfabets és totalment fonètica: a cada lletra li correspon un únic i invariable so. La correspondència entre l'alfabet llatí serbi (i croat) i el ciríl·lic serbi és total, i és com segueix:
| Ciríl·lic | Llatí |  |     |       |
| А а       | A a   |  | Н н | N n   |
| Б б       | B b   |  | Њ њ | Nj nj |
| В в       | V v   |  | О о | O o   |
| Г г       | G g   |  | П п | P p   |
| Д д       | D d   |  | Р р | R r   |
| Ђ ђ       | Đ đ   |  | С с | S s   |
| Е е       | E e   |  | Т т | T t   |
| Ж ж       | Ž ž   |  | Ћ ћ | Ć ć   |
| З з       | Z z   |  | У у | U u   |
| И и       | I i   |  | Ф ф | F f   |
| Ј ј       | J j   |  | Х х | H h   |
| К к       | K k   |  | Ц ц | C c   |
| Л л       | L l   |  | Ч ч | Č č   |
| Л љ       | Lj lj |  | Џ џ | Dž dž |
| М м       | M m   |  | Ш ш | Š š   |

## Vocals
Les vocals del diasistema serbocroat són les mateixes que en català (a, e, i, o, u). Es pronuncien pràcticament igual, si bé la e és una mica més oberta. No obstant això, hi ha una diferenciació entre vocals breus i llargues. També pot considerar-se l'existència d'una vocal neutra, puix que l'anomenada a "mòbil" o "flotant" se sol pronunciar de forma molt breu i quasi com a vocal neutra.

## Gramàtica
El serbocroat és una llengua molt flexionada. Les gramàtiques tradicionals enumeren set casos per a substantius i adjectius : nominatiu, genitiu, datiu, acusatiu, vocatiu, instrumental i locatiu, reflectint els set casos originals de protoeslau i, de fet, les formes més antigues del propi serbocroat. Com en la resta d'idiomes eslaus amb sistema de casos, els adjectius es declinen de forma lleugerament diferent dels substantius.No obstant això, en el shtokavian modern el locatiu gairebé s'ha fusionat amb el datiu (l'única diferència es basa en l'accent en alguns casos), i els altres casos es poden mostrar declinant; és a dir:
- Per a tots els substantius i adjectius, les formes instrumental, datiu i locativa són idèntiques (almenys ortogràficament) en plural: ženama, ženama, ženama ; očima, očima, očima ; riječima, riječima, riječima .
- Hi ha una diferència accentuada entre el genitiu singular i el genitiu plural dels substantius masculins i neutres, que d'altra banda són homònims ( seljáka, seljaka ) excepte que de vegades s'omple una "a" (que pot aparèixer o no en singular) entre l'última lletra de l'arrel i la terminació del genitiu plural (kapitalizma, kapitalizama).
- L'antiga terminació instrumental "ju" de la deriva de la consonant femenina i, en alguns casos, la "a" del genitiu plural de certs altres tipus de substantius femenins cedeix ràpidament a "i": noći en comptes de noćju, borbi en comptes de boraba, etc.
- Gairebé tots els nombres shtokavians són indeclinables, i els nombres després de les preposicions no s'han declinat durant molt de temps.

S'hi distingeixen tres gèneres gramaticals: masculí, femení i neutre. Dins del gènere masculí, s'estableix una distinció entre animat i no animat.
Hi ha dos nombres gramaticals: singular i plural.
El serbocroat és una llengua molt flexionada . Les gramàtiques tradicionals enumeren set casos per a substantius i adjectius : nominatiu, genitiu, datiu, acusatiu, vocatiu, locatiu i instrumental, reflectint els set casos originals de protoeslau i, de fet, les formes més antigues del propi serbocroat. No obstant això, en el shtokavian modern el locatiu gairebé s'ha fusionat amb el datiu (l'única diferència es basa en l'accent en alguns casos), i els altres casos es poden mostrar declinant; és a dir:

## Vocabulari
| Català | Croat                                                                                                 | Bosnià | Serbi |
| --- | --- | --- | --- |
| Com els gasos d'escapament i la contaminació atmosfèrica a Jerusalem, caldria prendre mesures per garantir la seguretat! | Glede ispušnih plinova i zagađivanja zraka u Jeruzalemu, bilo bi potrebito poduzeti mjere sigurnosti! | U pogledu izduvnih gasova i zagađivanja vazduha u Jerusalimu, bilo bi potrebno preduzeti mjere bezbjednosti! | У погледу издувних гасова и загађивања ваздуха у Јерусалиму, било би потребно предузети мере безбедности! |
| La sal blanca per cuinar és un compost químic de sodi i clor.                                                            | Bijela sol za kuhanje kemijski je spoj natrija i klora.                                               | Bijela so za kuhanje je hemijski spoj natrijuma i hlora.                                                     | Bela so za kuvanje je hemijsko jedinjenje natrijuma i hlora.                                              |
| El tren sortirà de l'estació exactament a les deu.                                                                       | Vlak sa željezničkoga kolodvora krenut će točno u deset sati.                                         | Voz sa željezničke stanice krenut će tačno u deset sati.                                                     | Voz sa železničke stanice krenuće tačno u deset sati/časova.                                              |

## L'estàndard serbi (llengua sèrbia)
L'estàndard serbi forma part del diasistema, parlat per uns deu milions de persones. La forma estandarditzada sèrbia del serbocroat es parla en la República de Sèrbia (incloent-hi les regions autònomes de Voivodina i Kosovo). Variants intermèdies entre ambdues formes es parlen en Bòsnia-Hercegovina i Montenegro (en els últims temps es treballa en l'elaboració d'una forma estandarditzada bosniana, i alguns també reclamen una forma estandarditzada montenegrina).
- А Б В Г Д Ђ Е Ж З И Ј К Л Љ М Н Њ О П Р С Т Ћ У Ф Х Ц Ч Џ Ш

Aquesta estandardització està basada en el dialecte Štokavski igual que el croat.

## L'estàndard croat (llengua croata)
L'estàndard croat (hrvatski), es diferencia del serbi en el sistema d'escriptura, puix el croat només utilitza l'alfabet llatí en comptes d'ambdós alfabets, ciríl·lic i llatí, utilitzat en el serbi. Aquest estàndard està basat en el dialecte Štokavski amb algunes influències del Čakavski i el Kajkavski.
El sistema croat és l'idioma oficial de la República de Croàcia i, juntament amb el bosnià i el serbi, és una de les tres llengües oficials de Bòsnia-Hercegovina.
No hi ha una definició oficial de l'idioma croat de per se, però hi ha l'Institut de la llengua i lingüística croata.
- A B C Č Ć D Dž Đ E F G H I J K L Lj M N Nj O P R S Š T U V Z Ž